# Lusitanosaurus liasicus
Lusitanosaurus liasicus es la única especie conocida del género extinto Lusitanosaurus (lat.. “lagarto de Lusitania”) de dinosaurio ornistisquio tireóforo, que vivió a principios del período Jurásico, hace aproximadamente 198 millones de años, en el Sinemuriano, en lo que hoy es Europa.
 Lusitanosaurus  era uno de los primeros pequeños dinosaurios acorazados, que media 4 metros de largo y 1,2 de alto con un peso de 200 kilogramos. El holotipo es parte de la colección del Museu de História Natural da Universidade de Lisboa. El lugar de donde se consiguieron los restos es de muy difícil localización, se desconoce la ubicación exacta del hallazgo y la fecha de recolección, lo que dificulta la datación geológica correcta, pero se puede inferir de la roca matriz que se ha descubierto  una formación geológica sin nombre cerca de São Pedro de Moel, Provincia do Beira Litoral, Portugal, en estratos del Sinemuriano del Jurásico temprano. Esto lo convertiría en el dinosaurio más antiguo conocido de Portugal. El fósil consta de un solo maxilar izquierdo parcial , un hueso de la mandíbula superior, con siete dientes. El género fue descrito por primera vez por Albert-Félix de Lapparent y Georges Zbyszewski en 1957. La especie tipo es Lusitanosaurus liasicus . El nombre del género hace referencia a la región romana llamada Lusitania donde hoy se encuentra Portugal. El nombre específico se refiere a la Lias. Lusitanosaurus está basado en solo pocos fragmentos del cráneo con algunos dientes, son muy parecidos al del Scelidosaurus considerándoselo un Thyreophora basal. Algunos autores lo consideran dudoso.